# Enceinte de Lucques

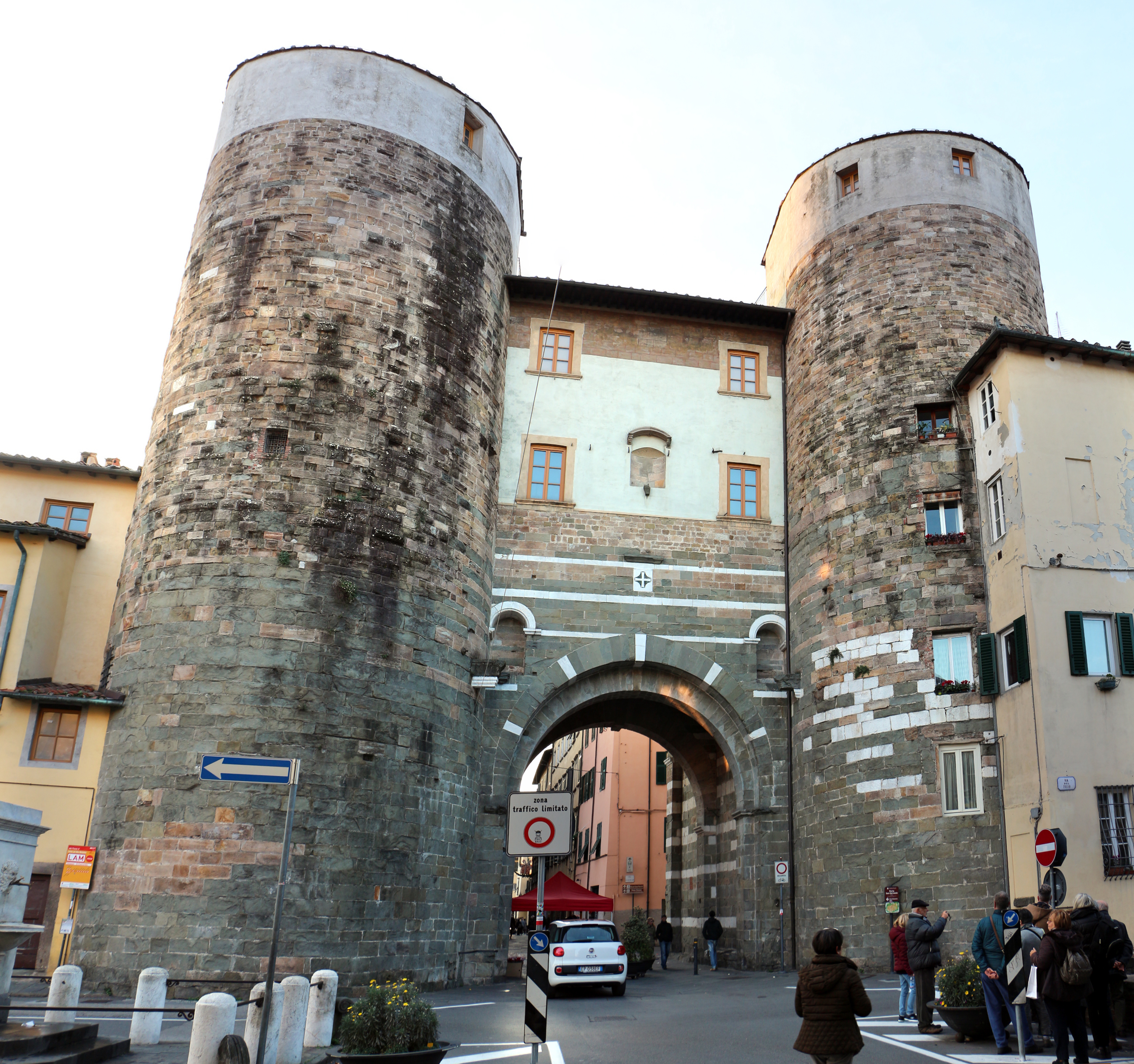
La Porte San Gervasio XIIIe siècle, une des deux portes de l'enceinte de Lucques encore existantes.

L'enceinte de Lucques est un ancien ensemble de fortifications en pierre, en brique et en terre qui protégeait la ville de Lucques, c'est l'exemple le plus significatif en Europe de l'application des principes du tracé à l'italienne, un système de fortification nouveau censé résister à l'artillerie, mis en place entre 1504 et 1645 autour de la ville de Lucques en Toscane.

## Histoire
Reprises en 1589 par le condottiere Alexandre Farnèse, elles sont articulées en 12 courtines et 11 bastions sur 4 kilomètres et 223 mètres de circonférence, et enserrent totalement la ville historique accessible par les trois portes initiales : 
- La Porta San Pietro,
- La Porta Santa Maria,
- La Porta San Donato.

Contrairement aux aménagements précédents, romains puis médiévaux, elles ne furent jamais, dans le contexte des expansions territoriales du grand-duché de Toscane, mises à l'épreuve du feu. Les désastreuses inondations dues aux crues du Serchio en 1805 furent l'unique épreuve qu'elles permirent de combattre.
Pendant la domination napoléonienne, avec  Elisa Baciocchi, sœur de l'empereur, une porte supplémentaire fut construite, sur le côté orienté vers Florence :
- La Porta Elisa.

Au XIXe siècle, le chemin de ronde devint accessible au public comme parcours piétonnier : il représente aujourd'hui le principal circuit citadin, la passeggiata delle Mura.
- La Porta Sant'Anna fut ouverte en 1910, appelée par les Lucquois Buco di Sant'Anna (le trou de Sainte Anne) pour la distinguer des portes historiques comme l'encore plus modeste ouverte en 1940 :
- La Porta San Jacopo.

Un boulevard circulaire d'une longueur de 4 km les borde à l'extérieur, entre le centre historique et les nouveaux quartiers de la ville.
D'autres portes, remontant à des dispositions murales antérieures, sont encore visibles à l'intérieur du mur Renaissance :
- L'Antica Porta San Donato (1590), à l'intérieur de la Piazza San Donato, abrite l'office de tourisme de Lucques.
- La Porte San Gervasio (1198), située le long de la via del Fosso, à l'intersection avec la via Elisa, remonte au Moyen Âge.
- La Porta dei Borghi (1198) à une extrémité de via Fillungo en direction de piazza Santa Maria.

## Sources

### Traductions
- (it) Cet article est partiellement ou en totalité issu de l’article de Wikipédia en italien intitulé « Mura di Lucca » (voir la liste des auteurs).